# Charte de la liberté

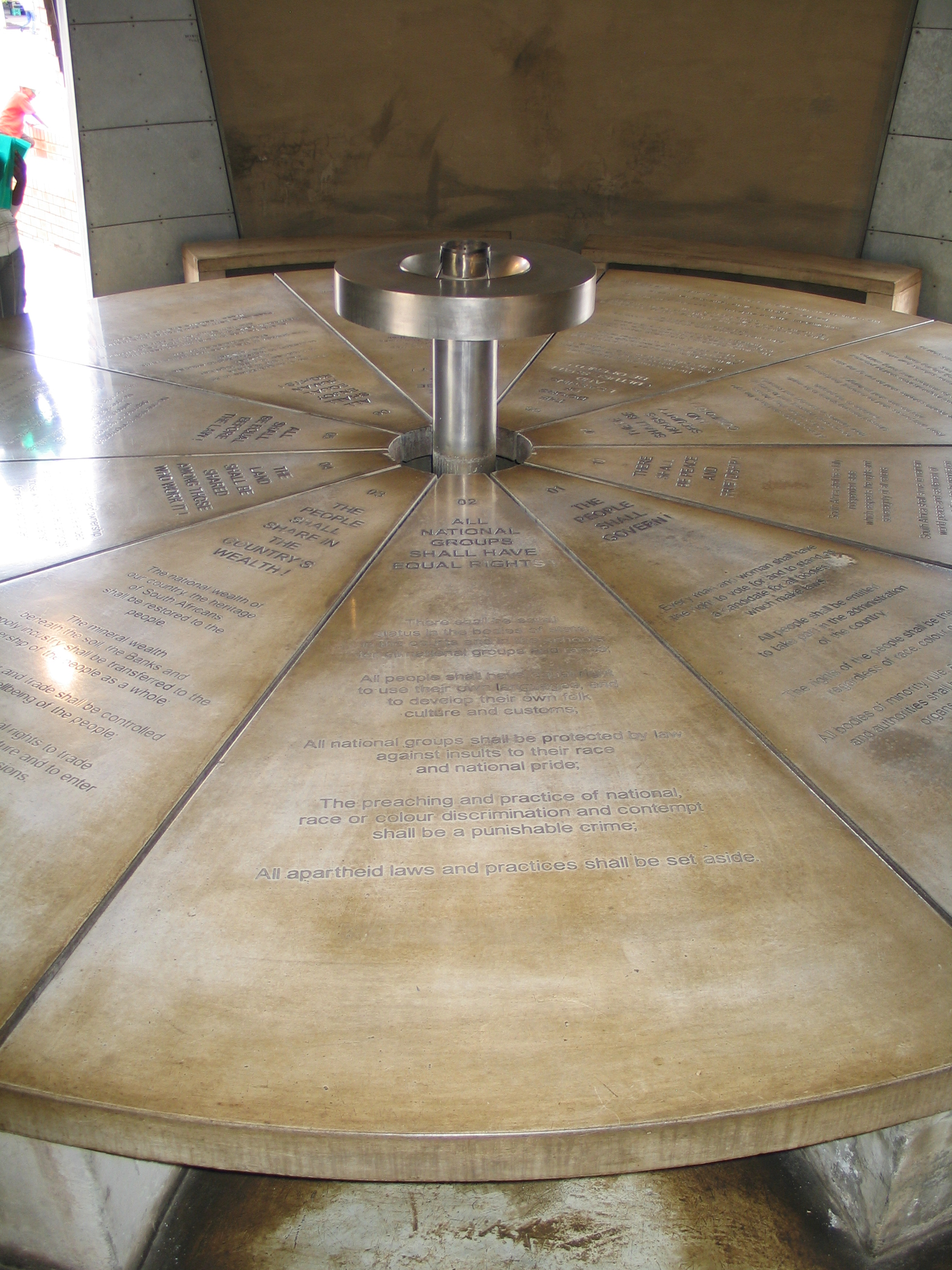
Mémorial de la Charte à Soweto

La Charte de la liberté (Freedom Charter) est une déclaration de principes adoptée à Kliptown en Afrique du Sud le 26 juin 1955 par le Congrès de l'Alliance (Congress of Alliance) réunissant le Congrès national africain, le Parti communiste sud-africain, le Congrès des Démocrates et leurs alliés.
La Charte de la liberté fut adoptée lors d'un « congrès du peuple » réunissant diverses organisations politiques anti-apartheid et des délégués provenant de toutes les régions du pays. L'année suivante, elle fut adoptée par l'ANC mais aussi également reconnue par l'Assemblée générale des Nations unies comme document politique officiel incarnant les exigences et aspirations de toutes les couches de la population sud-africaine.

## Historique

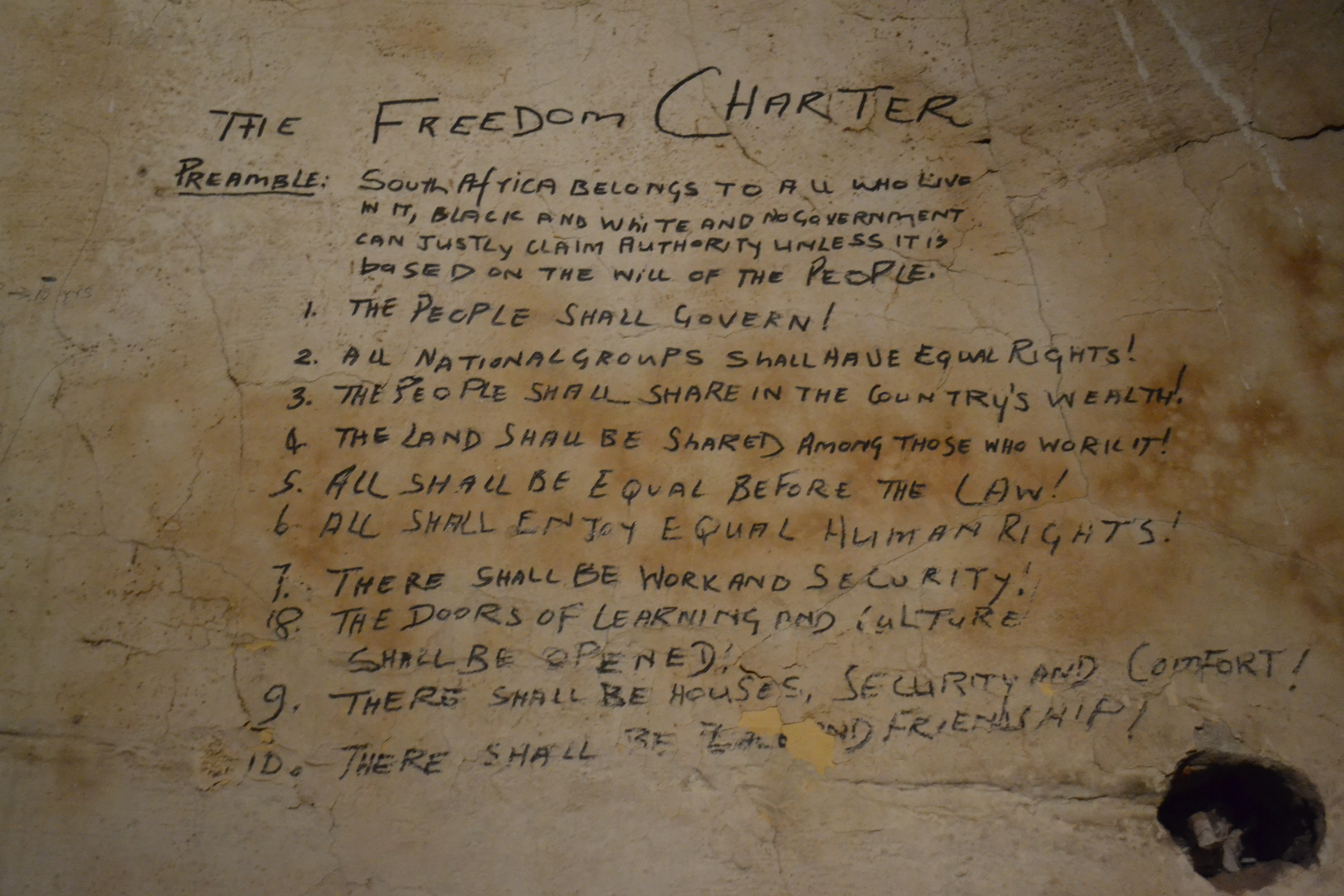
Charte de la liberté reproduite sur un mur du palais de justice de Pretoria.

Membre de la direction du Congrès national africain, le professeur ZK Mathews est à l'origine de l'idée d’organiser une convention nationale, représentant tous les habitants du pays, dont l'objectif serait de rédiger une charte pour l'Afrique du Sud de l'avenir, une Afrique du Sud sans apartheid. Partant de cette idée validée par le conseil exécutif de l'ANC, un conseil du Congrès du peuple fut mis en place, présidé par le chef Albert Lutuli, avec pour mission de déterminer un ensemble de principes, rassemblés et mis en forme à partir de propositions recueillies au sein de la société civile par les responsables du parti.
En mars 1954, l'ANC invita deux cents organisations (blanches, métis, noires ou indiennes) à se joindre à une conférence pour décider de l'organisation de la procédure visant à récolter les propositions et demandes de la population. Un conseil national d'action fut institué présidé par Lutuli, chargé notamment de rédiger un document synthétique à partir des réponses obtenues dans les villages et townships du pays par les différentes branches régionales de l'ANC chargées de rassembler les informations.
Le Congrès du peuple tint sa réunion à Kliptown, au sud de Johannesburg, les 25 et 26 juin 1955. Plus de trois mille délégués assistèrent à la convention pour approuver le document final. Parmi les délégués, on dénombrait plus de trois cents indiens, deux cents métis et une centaine de blancs.
L'objectif exprimé dans la charte soumise au vote des délégués comprenait l'établissement de droits égaux pour tous et la constitution d'un État démocratique non racial en Afrique du Sud. Outre la fin de toutes les discriminations raciales, la charte réclamait également la mise en place d'une réforme agraire, la nationalisation des banques, des mines et des industries en situation de monopole, une réforme en profondeur du droit du travail (la semaine de 44 heures, un salaire minimum, une couverture sociale) ou encore une éducation gratuite et obligatoire, sans distinction de couleur, de race ou de nationalité.
Le congrès fut cependant interrompu par la police dans l'après-midi du 26 juin, avant l'adoption du dernier chapitre de la charte. Au cours des mois qui suivirent, de nombreuses personnalités de l'ANC et de l'Alliance du Congrès furent arrêtées et 156 personnes, dont Nelson Mandela, inculpées pour haute trahison avant d'être toutes acquittées par les tribunaux.
L'apartheid a été aboli en 1991 et les premières élections générales au suffrage universel non racial eurent lieu en 1994. La nouvelle Constitution sud-africaine inclut dans son texte la plupart des exigences mentionnées dans la Charte de la Liberté, notamment celles concernant l'égalité raciale ou linguistique, à l’exception notable de celles relatives à la nationalisation de l'industrie ou à la redistribution des terres.

## Sources
1. ↑  Nelson Mandela, Un long chemin vers la liberté, Fayard, coll. « Le livre de Poche », 1995, p. 212